# Torres del Paine
Torres del Paine – masyw należący do grupy górskiej Cordillera del Paine leżący w Chile w Patagonii. Jest położony 200 km na północny zachód od Punta Arenas i około 1800 km na południe od stolicy Chile: Santiago.
Masyw składa się z trzech wież skalnych:
- południowa: prawdopodobnie najwyższa, o wysokości około 2500 m n.p.m., zdobyta przez Armando Aste,
- środkowa (2460 m n.p.m.): została zdobyta w 1963 przez Chrisa Boningtona i Dona Whillansa,
- północna (2260 m n.p.m.): zdobyta przez Guido Monzino.

Nie zostały jeszcze przeprowadzone dokładne pomiary wysokości szczytów, a podawane pomiary są oparte na oszacowaniach i często znacznie różnią się od siebie.

## Park Narodowy Torres del Paine
Część łańcucha górskiego o powierzchni 2400 km² objęta jest ochroną w ramach Parku Narodowego Torres del Paine (hiszp. Parque Nacional Torres del Paine). Obszar ten był początkowo rezerwatem, utworzonym w 1959 roku, następnie zamienionym na park narodowy. W 1978 roku organizacja UNESCO wpisała go na listę rezerwatów biosfery. Na przełomie lat 2011/2012 w Parku miał miejsce rozległy pożar, który strawił 15 111 hektarów, głównie pierwotnych lasów bukanowych oraz zarośli.
W parku występują liczne lodowce i jeziora, a także monumentalne formacje skalne. Żyje tu wiele gatunków zwierząt, m.in. gwanako andyjskie, nandu, flamingi i kondory.

## Galeria

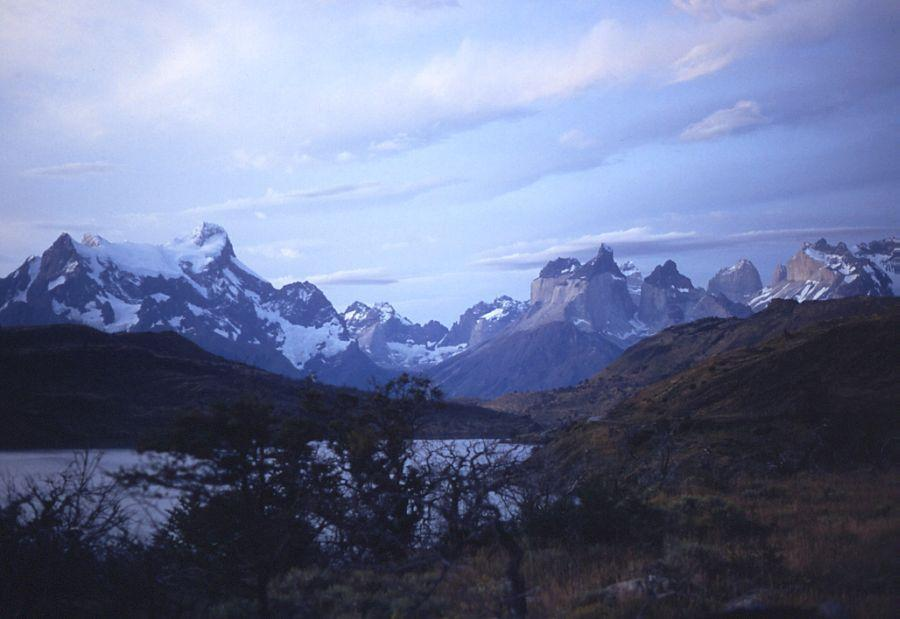
Widok na Park Narodowy Torres del Paine
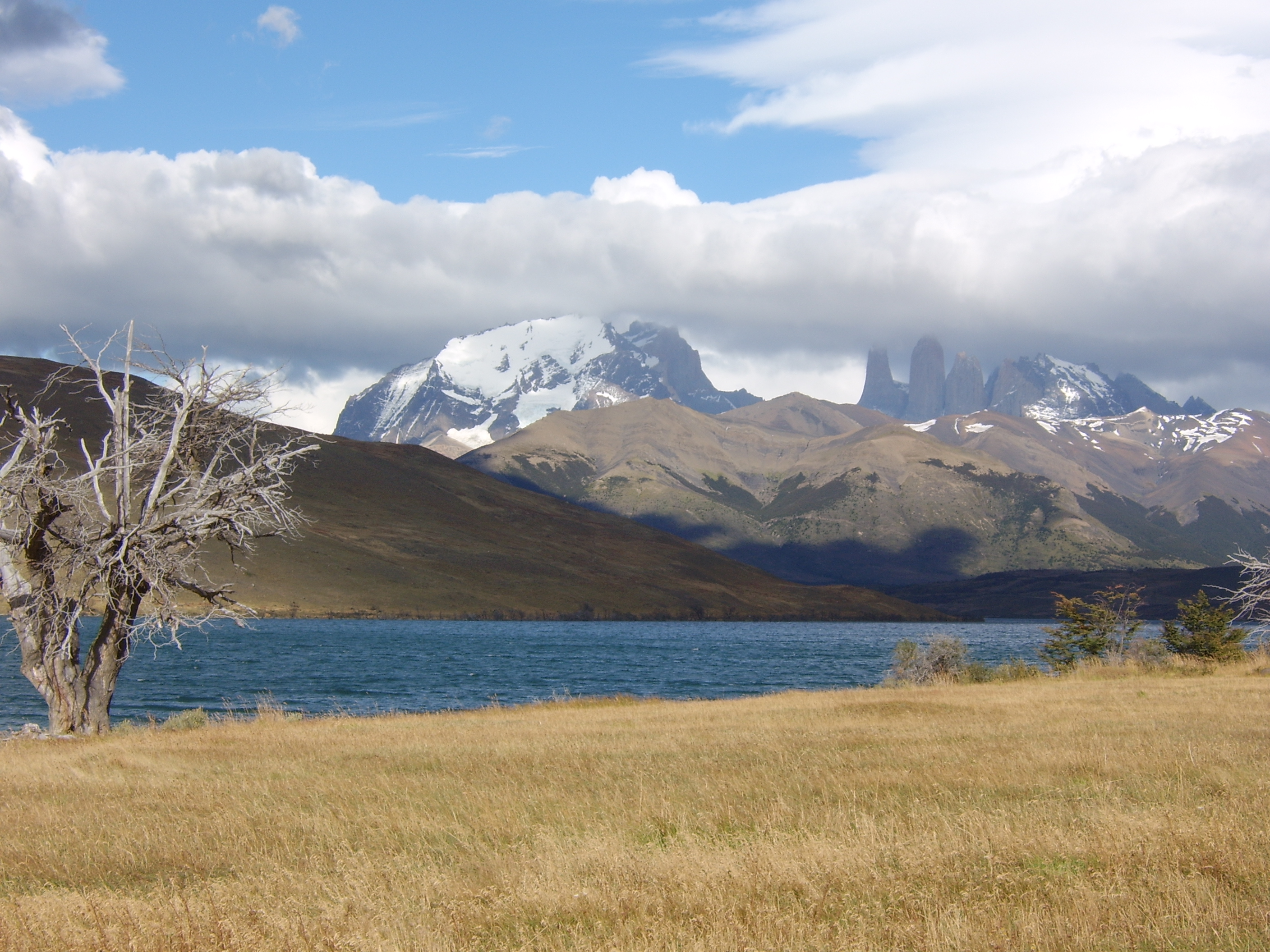
Widok z Laguna Azul
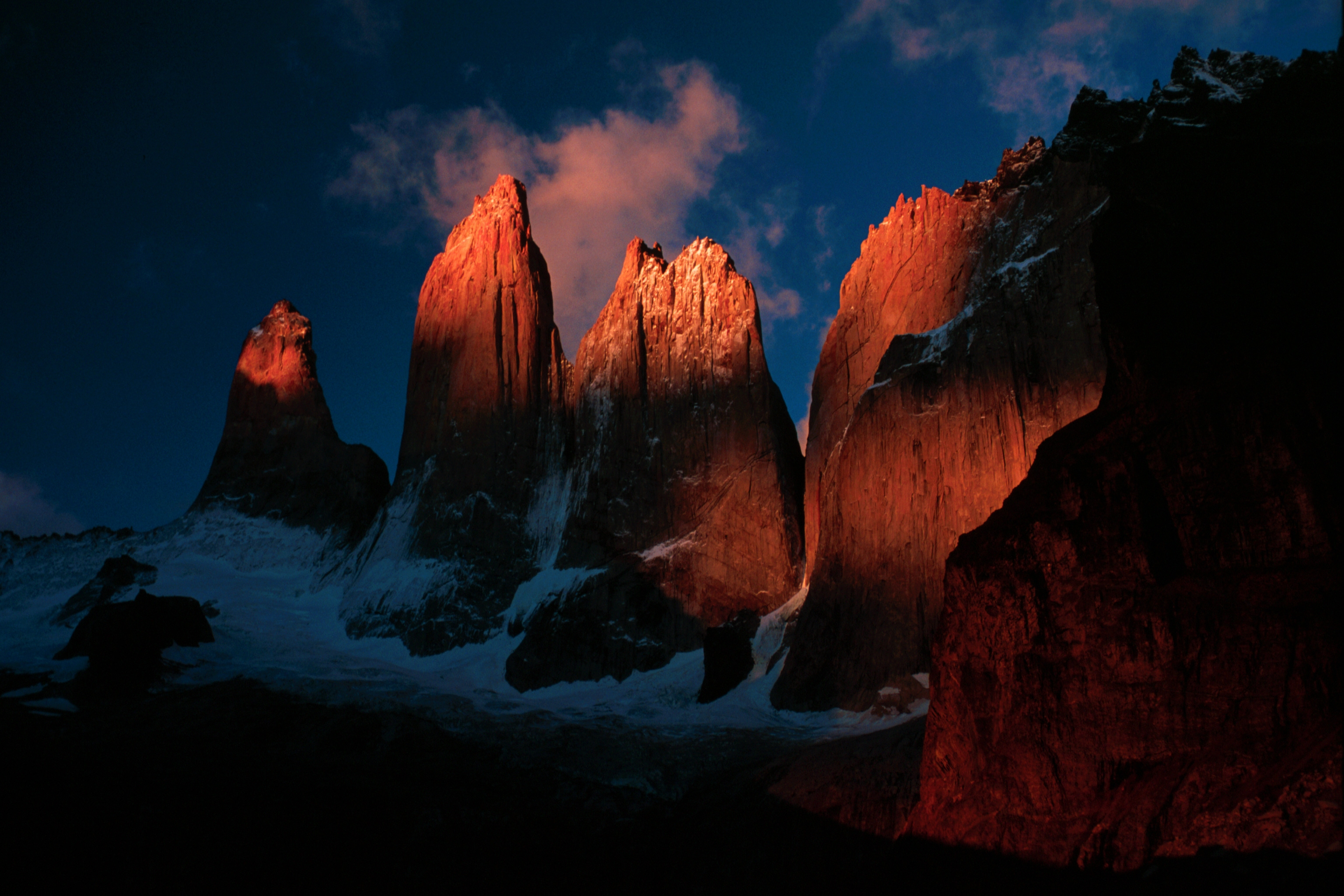
Wschód słońca w Parku
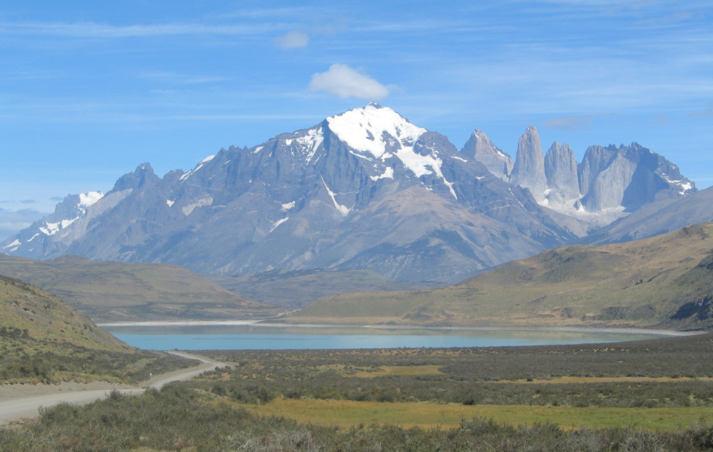
Region Magallanes